# Lista de unidades paraquedistas francesas

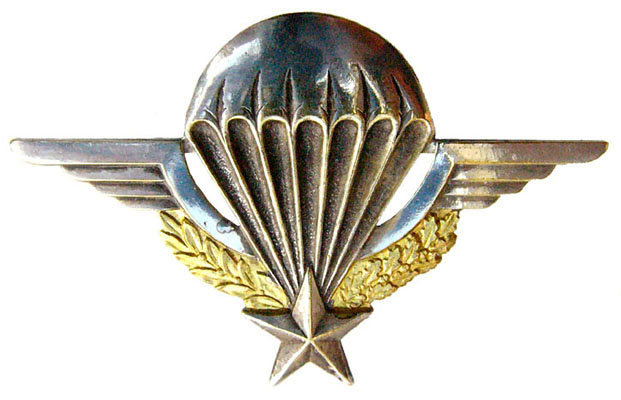
Brevê militar de paraquedista das Forças Armadas Francesas.

A história do paraquedismo militar francês começou quando o Exército Francês formou unidades especializadas de paraquedistas durante o período entre guerras. Provenientes inicialmente da Força Aérea, serão rapidamente integrados no Exército e depois distribuídos por todos os componentes das forças armadas.

## Exército

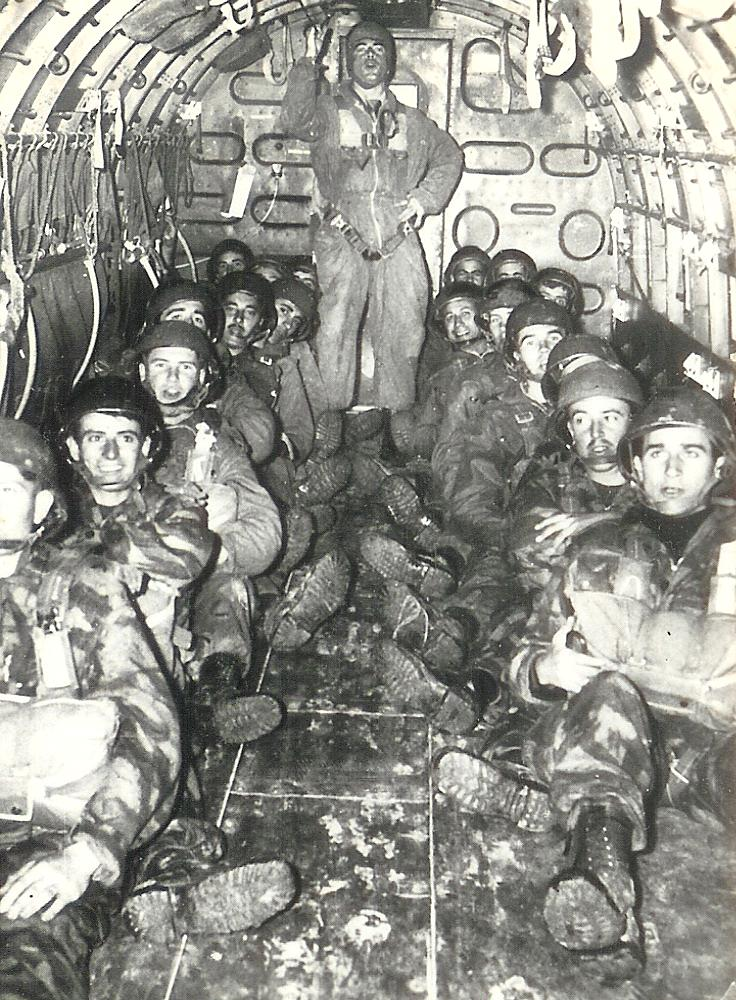
Paraquedistas franceses a bordo de um Douglas C-47 Skytrain no final dos anos 1950.

### Grandes unidades

#### Divisões

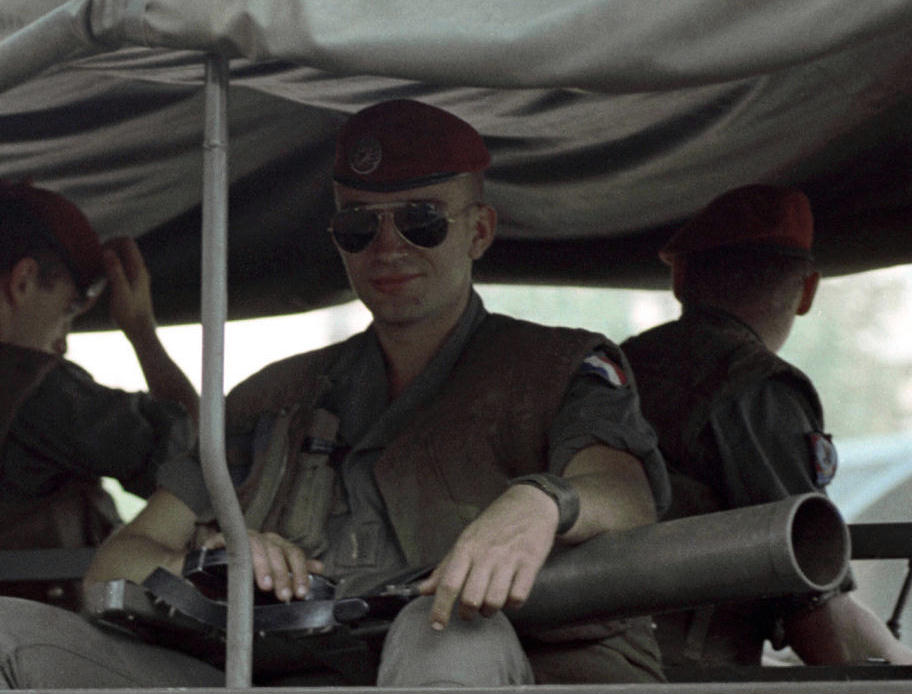
Pára-quedistas franceses da Força Multinacional de Segurança em Beirute com um LRAC F1, em 1º de 1983.

- 24ª Divisão Aerotransportada (24ª DAP, dissolvida).
- 25ª Divisão Aerotransportada ( 25ª DI e depois 25ª DAP, dissolvida).
- 25ª Divisão Paraquedista ( 25ª DP, dissolvida).
- 10ª Divisão Paraquedista (10ª DP, dissolvida).
- 11ª Divisão Ligeira de Intervenção (11ª DLI)
- 11ª Divisão Paraquedista (11ª DP).
- Comando de Ações Especiais do Exército (CAST)

#### Brigadas e grupamentos
- Brigada de Paraquedistas Coloniais (BPC)
- Brigada de Choque
- Brigada de Paraquedistas do Ultramar (BPOM)
- 11ª Brigada Paraquedista (11ª BP)
- 20ª Brigada Paraquedista
- 25ª Brigada Paraquedista
- Grupamento de Comandos Paraquedistas (GCP)
- Grupamento de Comandos de Paraquedistas da Reserva Geral (GCP-RG)
- Grupamento Aerotransportado (GAP).
- Grupamento Especial Autônomo
- Comando de Operações Especiais
- Brigada de Forças Especiais do Exército

#### Meias-brigadas
- Meia-Brigada Paraquedista SAS (DBP SAS)
- Meia-Brigada Colonial de Comandos de Paraquedistas SAS (DBCCP/SAS)
- 1ª Meia-Brigada Colonial de Comandos Paraquedistas (1ª DBCCP)
- 2ª Meia-Brigada Colonial de Comandos Paraquedistas (2ª DBCCP)
- Meia-Brigada de Marcha Paraquedista (DBMP)
- 11ª Meia-Brigada Paraquedista de Choque (11ª DBPC)

### Escolas e centros de treinamento
- Base Escola de Tropas Aerotransportadas (BETAP)
- Escola de Tropas Aerotransportadas (ETAP)
- Brigada Escola de Paraquedistas Coloniais
- Centro Nacional de Instrução Paraquedista (CNIP, dissolvido)

### Legião Estrangeira
- 1º Batalhão Estrangeiro de Paraquedistas (1º BEP),1º Regimento Estrangeiro de Paraquedistas (1º REP, dissolvido)
- 2º Batalhão Estrangeiro de Paraquedistas (2º BEP), 2º Regimento Estrangeiro de Paraquedistas (2 REP, ativo)
- 3º Batalhão Estrangeiro de Paraquedistas ou 3º Regimento Estrangeiro de Paraquedistas (3º REP, dissolvido)
- 1ª Companhia Estrangeira Paraquedista de Morteiros Pesados (1ª CEPML, dissolvida)
- Companhia Estrangeira de Reabastecimento Aéreo (CERA, dissolvida)

### Artilharia
- 5º Regimento de Artilharia de Campanha Aerotransportado (5º RACAP - dissolvido)
- 6º Regimento de Artilharia Leve Paraquedista (6º RALP - dissolvido)
- 20º Regimento de Artilharia Leve Paraquedista (20º RALP - dissolvido) e depois 20º Grupo de Artilharia Paraquedista (20º GAP - dissolvido).
- 35º Regimento de Artilharia Paraquedista (35º RAP)

### Cavalaria
- 1º Regimento de Hussardos Paraquedistas (1º RHP)
- 13º Regimento de Dragões Paraquedistas (13º RDP)

### Engenharia
- 17º Batalhão de Engenharia Aerotransportado (17º BGAP - dissolvido)
- Seções do 61º e 71º batalhões de engenharia no Extremo Oriente (61º BG e 71º BG - dissolvidos),
- Seções e 17ª Companhia Paraquedista de Engenharia do 17º BGAP na Indochina (dissolvida)
- 60ª, 61ª e 75ª companhias de engenharia aerotransportada na Argélia (60º CGAP, 61º CGAP e 75º CGAP - dissolvidas)
- 17º Regimento de Engenharia Paraquedista (17º RGP, anteriormente 17º RGAP)

### Infantaria

#### Caçadores a pé
- 5º Batalhão de Caçadores Aerotransportados (5º BCAP - dissolvido)
- 10º Batalhão Paraquedista de Caçadores a Pé (10º BPCP - dissolvido)

#### Infantaria
- 18º Regimento de Infantaria Paraquedista de Choque (18º RIPC - dissolvido)
- 21º Regimento de Infantaria Aerotransportado (21º RIAP - dissolvido)

Incluindo caçadores paraquedistas:
- 1º Regimento de Caçadores Paraquedistas (1º RCP)
- 2º Regimento de Caçadores Paraquedistas (2º RCP - dissolvido)
- 3º Regimento de Caçadores Paraquedistas (3º RCP - dissolvido)
- 4º Regimento de Caçadores Paraquedistas (4º RCP - dissolvido)
- 5º Regimento de Caçadores Paraquedistas (5º RCP - dissolvido)
- 9º Regimento de Caçadores Paraquedistas (9º RCP - dissolvido) ex 9º Regimento de Infantaria
- 14º Regimento de Caçadores Paraquedistas (14º RCP - dissolvido) ex 14º Regimento de Infantaria
- 18º Regimento de Caçadores Paraquedistas (18º RCP - dissolvido) ex 18º Regimento de Infantaria

#### Paraquedistas de choque
- 1º Batalhão de Choque (1º BC - dissolvido);
- 2º Batalhão de Choque / Batalhão Janson-de-Sailly ou Batalhão Gayardon (2º BC - dissolvido);
- 3º Batalhão de Choque / Grupo de Comandos da França (3º BC - dissolvido);
- 4º Batalhão de Choque / Comando de Cluny (4º BC - dissolvido);
- 5º Batalhão de Choque / Grupo de Comandos da África (5º BC - dissolvido);
- 6º Batalhão de Choque / Comando da Provença (6º BC - dissolvido);
- 1º Batalhão Paraquedista de Choque (1º BPC - dissolvido)
- 2º Batalhão Paraquedista de Choque (2º BPC - dissolvido);
- 1º Regimento de Infantaria de Choque Aerotransportado (1º RICAP - dissolvido);
- 11º Regimento Paraquedista de Choque (11º BPC, 11º DBPC e 11º RPC - dissolvido);
- 12º Batalhão Paraquedista de Choque (12º BPC - dissolvido);
- Grupo de Comandos Mistos Aerotransportados (GCMA - dissolvido).

### Tropas coloniais e navais

#### Regimentos de infantaria colonial e de marinha
- 1º Regimento de Paraquedistas de Infantaria de Marinha (1º RPIMa)
- 2º Regimento de Paraquedistas de Infantaria de Marinha (2º RPC e depois 2º RPIMa)
- 3º Regimento de Paraquedistas de Infantaria de Marinha (3º RPC e depois 3º RPIMa)
- 5º Batalhão de Paraquedistas de Infantaria de Marinha (5º BPIMa - dissolvido)
- 6º Regimento de Paraquedistas de Infantaria de Marinha (6º RPC e depois 6º RPIMa)
- 7º Regimento de Paraquedistas de Infantaria de Marinha (7º RPC e depois 7º RPIMa - dissolvido)
- 8º Regimento de Paraquedistas de Infantaria de Marinha (8º RPC e depois 8º RPIMa)

#### Batalhões e grupos coloniais (BCCP, GCCP e BPC)
- 1º Batalhão Colonial de Comandos Paraquedistas (1º BCCP, 1º GCCP depois 1º BPC)
- 2º Batalhão Colonial de Comandos Paraquedistas (2º BCCP, 2º GCCP depois 2º BPC)
- 3º Batalhão Colonial de Comandos Paraquedistas (3º BCCP depois 3º BPC)
- 4º Batalhão Colonial de Comandos Paraquedistas (4º BCCP - dissolvido)
- 5º Batalhão Paraquedista de Infantaria Colonial  (5º BPIC - dissolvido)
- 5º Batalhão Colonial de Comandos Paraquedistas (5º BCCP depois 5º BPC - dissolvido)
- 6º Batalhão Colonial de Comandos Paraquedistas (6º BCCP, 6º GCCP depois 6º BPC)
- 7º Batalhão Colonial de Comandos Paraquedistas (7º BCCP, 7º GCCP depois 7º BPC - dissolvido)
- 8º Batalhão de Paraquedistas Coloniais (8º BPC)
- 10º Batalhão de Paraquedistas Coloniais (10º BPC)
- Grupo Colonial de Comandos Paraquedistas de Madagascar (GCCP Madagascar - dissolvido)
- Grupo Colonial de Comandos Paraquedistas da AEF (GCCP AEF - dissolvido)
- Companhia Paraquedista de Infantaria de Marinha (CPIMA e 6e CPIMa - dissolvida)
- Companhias paraquedistas do 1º Regimento Interarmes do Ultramar (1º RIAOM - dissolvida)

### Regimentos de logística franceses

#### Companhias e regimentos
- Companhias de Reabastecimento Aéreo (ARC)
- Regimento de Lançamento Aérea (RLA - dissolvido)
- 1º Regimento de Suprimentos Paraquedista (1º RTP)
- 7º Regimento Paraquedista de Comando e Apoio (7º RPCS - dissolvido)
- 14º Regimento de Infantaria e de Apoio Logístico Paraquedista (14º RISLP)

#### Bases aerotransportadas
- Base Aerotransportada Norte (BAPN - dissolvida)
- Base Aerotransportada Sul (BAPS - dissolvida)
- Base Aerotransportada do Norte da África (BAP/AFN - dissolvida)
- Base Operacional Móvel Aerotransportada (BOMAP - dissolvida)

### Material Bélico
- 3º Regimento de Material Bélico (3º RMAT)

### Unidades vietnamitas, laocianas e cambojanas
- 1º Batalhão de Paraquedistas Vietnamitas (1º BPVN – dissolvido).
- 3º Batalhão de Paraquedistas Vietnamitas (3º BPVN - dissolvido).
- 5º Batalhão de Paraquedistas Vietnamitas (5º BPVN - dissolvido).
- 6º Batalhão de Paraquedistas Vietnamitas (6º BPVN – dissolvido).
- 7º Batalhão de Paraquedistas Vietnamitas (7º BPVN – dissolvido).
- 3º Companhia de Engenharia Aerotransportada Vietnamita (3º CGAPVN - dissolvida)
- 1º Batalhão de Paraquedistas Khmers (criado em 1º de dezembro de 1952 no Camboja
- 1º Batalhão de Paraquedistas Laocianos (criado em 1º de outubro de 1951 em Vientiane, no Laos).
- Comando Dam San (ou Comando do Extremo Oriente, 1956–1960)

### Unidades de paraquedistas argelinos
- 9º Batalhão de Paraquedistas Argelinos
- 14º Brigada de Tirailleurs Paraquedistas Argelinos

## Força Aérea
- 601º Grupo de Infantaria Aérea (601º GIA - dissolvido)
- 602º Grupo de Infantaria Aérea (602º GIA - dissolvido)
- Companhia de Marcha de Infantaria Aérea (dissolvida)
- 1ª Companhia de Infantaria Aérea (dissolvida)
- 1ª Companhia de Caçadores Paraquedistas (dissolvida)
- 1º Regimento de Caçadores Paraquedistas (transferido para o exército)
- 1º Batalhão de Infantaria Aérea (dissolvido)
- 3º Batalhão de Infantaria Aérea (dissolvido)
- 4º Batalhão de Infantaria Aérea (dissolvido)
- 2º Regimento de Caçadores Paraquedistas SAS (dissolvido)
- 3º Regimento de Caçadores Paraquedistas SAS (dissolvido)
- Grupamento de Comandos Paraquedistas da Aeronáutica 00/541 (dissolvido)
- Centro da Aeronáutica de Salto em Vôo 51.566 (CASV)
- Comando Paraquedista Aéreo nº 10 (recriado)
- Comando Paraquedista Aéreo nº 20 (recriado)
- Comando Paraquedista Aéreo nº 30 (recriado)
- Comando Paraquedista Aéreo nº 40 (dissolvido)
- Comando Paraquedista Aéreo nº 50 (dissolvido)

## Marinha Nacional
- Comando Paraquedista da Aeronáutica Naval (dissolvido).
- Comando Ponchardier (SAS B - dissolvido e recriado).
- Comando Hubert
- Grupamento de Fuzileiros Navais Comandos (GROUFUMACO - dissolvido).
- Comando François (dissolvido, em processo de reconstituição).
- Comando Penfentenyo
- Comando Jaubert
- Comando Montfort
- Comando Trépel
- Escola de Fuzileiros Navais
- Base de Fuzileiros Navais e Comandos (BASEFUSCO).
- Comando Kieffer

## Gendarmaria Nacional
- Grupo de Intervenção da Gendarmaria Nacional (GIGN)
- Esquadrão de Intervenção Paraquedista da Gendarmaria Nacional (EPIGN - dissolvido)
- Esquadrão Paraquedista da Gendarmaria (dissolvido)